# The Last Day (Doctor Who)
"The Last Day" é um mini-episódio da série de ficção científica britânica Doctor Who. Foi disponibilizado no BBC iPlayer, e no canal da BBC no YouTube em 21 de Novembro de 2013, como parte dos preparativos do 50º aniversário especial de Doctor Who (exibido na BBC One).

## Sinopse
O episódio é visto através dos olhos de soldados recém-recrutados na Arcadia (cidade fictícia), o "lugar mais seguro em Gallifrey", em seu primeiro dia na defesa do seu planeta natal, durante a Guerra do Tempo. O novo recruta está tendo uma Headcam - um dispositivo de gravação ligado diretamente ao cérebro - ajustado por um de seus colegas soldados. O recruta é informado do risco potencial de alucinações como um efeito colateral da tecnologia e é dito que as visões não são premonições. O instrutor continua a dizer que, em caso de morte, as memórias gravadas seram extraído e colocadas em uma "unidade familiar".
O soldado então encontra seu comandante, que lhe dá um discurso introdutório sobre as suas defesas. Ele descreve "sky-trenches", as defesas planetárias que mantêm forças. Ele diz ao soldado que há 400 sky-trenches guardando Arcadia e que nada na história, jamais violaram duas deles. O instrutor leva o soldado a uma torre defensiva e vai instruí-lo sobre o uso de scanners para verificar se há objetos no céu. Ele diz ao soldado que deve ser rigoroso e vigilante, uma vez que só iria tomar um Dalek para acabar com toda a cidade. O instrutor dirige o soldado para fazer zoom e um alvo em potencial - que ele assume é um pássaro - mas fica horrorizado ao ver que ele é de fato um Dalek. Os Daleks, rapidamente juntaram-se em muitos mais, e os céus se enchem de as forças invasoras. Um Dalek dispara o seu raio de extermínio para o soldado, que grita como para o visor da câmera, em seguida, desaparece a estática.

## Produção
"The Last Day" foi gravado em 9 de Maio de 2013. A observação de que momentos de "uma natureza íntima será marcada com um triângulo" é uma referência a uma experiência adotada pela Channel 4 em Setembro de 1986 a Janeiro de 1987, em que filmes de arte adultos explícitas, rastreados à noite realizaram um triângulo de advertência vermelha sobreposta.

## Lançamento em DVD
O episódio foi incluído como um extra no lançamento em Blu-ray e DVD de "The Day of the Doctor". 